# Møre og Romsdal
Møre og Romsdal és un comtat de Noruega, situat a la zona més septentrional de la Vestlandet. Limita a l'est amb Sør-Trøndelag, al sud-est amb Oppland i al sud-oest amb Sogn og Fjordane. La seva superfície és de 15.099 km² i la seva població de 265.290 habitants (2016).
La ciutat més gran és Ålesund, i la capital és Molde. Altres ciutats importants són Kristiansund, Ulsteinvik, Fosnavag i Åndalsnes. Geogràficament, el comtat està dividit per fiords i muntanyes, la qual cosa influeix molt en la distribució de la població. Tradicionalment es divideix entre els districtes de Sunnmøre, Romsdal i Nordmøre. La forma estàndard oficial del noruec al comtat és el nynorsk.

## Etimologia
El nom de Møre og Romsdal va ser creat el 1936. El primer element es refereix als districtes de Nordmøre i Sunnmøre, i l'últim element es refereix a Romsdal. Fins al 1919, el comtat va ser anomenat "Romsdalen amt", i des del 1919 fins al 1935 "Møre fylke".
Durant centenars d'anys (1660-1919), la regió va ser anomenada Romsdalen amt. La forma en nòrdic antic del nom era Raumsdalr. El primer element és el cas genitiu del nom Raumr, probablement l'antic nom del fiord de Romsdal, nou derivat del nom del riu Rauma, és a dir, "La vall dle Rauma". Atès que la majoria dels residents del comtat viuen a la regió de Sunnmøre, hi va haver certa controvèrsia sobre el nom. El 1919, molts dels antics noms del comtat van ser canviats i aquest país va passar a anomenar-se Møre flyke.

## Història
El comtat (amb les seves fronteres actuals) es va establir el 1671 - però després de només quatre anys (el 1675) es va dividir en dos comtats: Romsdal (que incloïa Nordmøre) i Sunnmøre (que incloïa Nordfjord). El 1680, Sunnmøre (incloent Nordfjord) es va combinar al Bergenhus amt. Després, el 1689, les tres regions de Romsdal, Sunnmøre i Nordmøre es van fusionar de nou en un comtat: Romsdalen. Després, el 1701, el comtat de Romsdalen es va dividir i es va dividir entre els comtats de Trondhjems (Romsdal i Nordmøre) i Bergenhus (Sunnmøre). El 1704, les tres regions de Romsdal, Sunnmøre i Nordmøre es van fusionar de nou en un comtat. Les fronteres del comtat no s'han canviat des del 1704,amb l'excepció del municipi d'Hemne, traslladat a Sør-Trøndelag el 1838.

### Escut d'armes

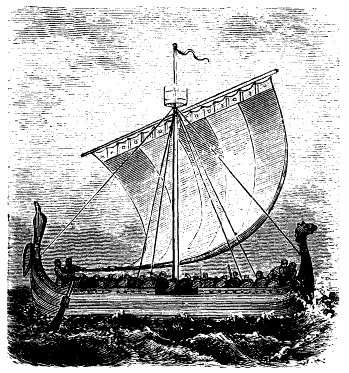
Un drakar, el vaixell viking representat a l'escut del comtat.

L'escut d'armes és del 1978. Es mostra tres vaixells vikings. El nombre de tres representa els tres districtes del comtat: Sunnmøre, Romsdal i Nordmøre.

## Geografia
Tradicionalment, el comtat es divideix en tres districtes. De nord a sud, es tracta de Nordmøre, Romsdal i Sunnmøre. Malgrat les connexions modernes per carretera, mar i aire a través del comtat, els tres districtes encara tenen les seves pròpies identitats. Les diferències en els dialectes entre els tres districtes tenen una clara evidència. A causa de les característiques geogràfiques, el comtat té moltes illes poblades i està travessat per diversos fiords profunds. A causa del seu terreny difícil, Møre og Romsdal ha estat molt dependent de trànsit de vaixells, i la seva companyia de ferri principal, MRF, existeix des del 1921.

### Clima

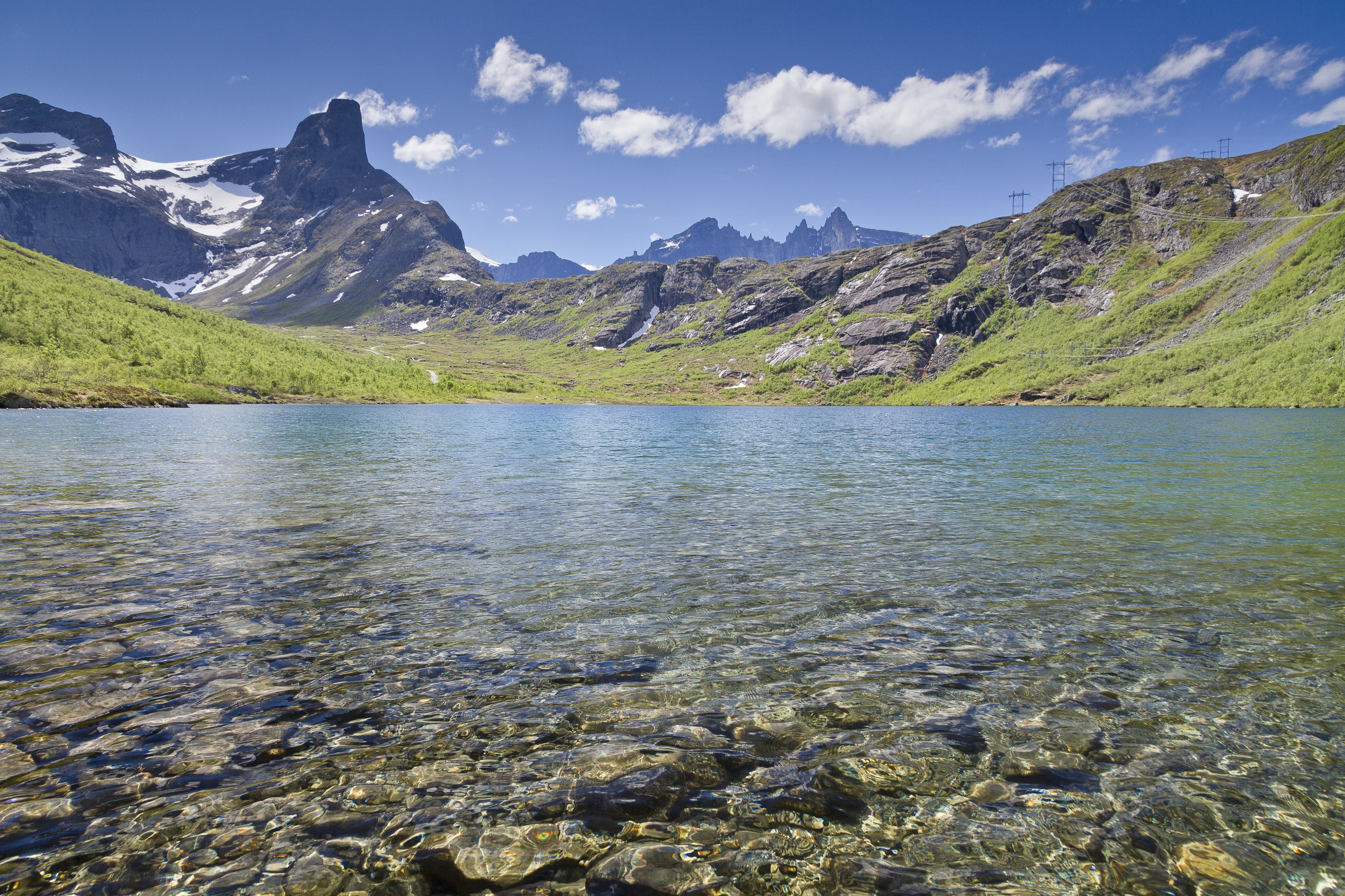
El llac Vengedalsvatnet al municipi de Rauma.

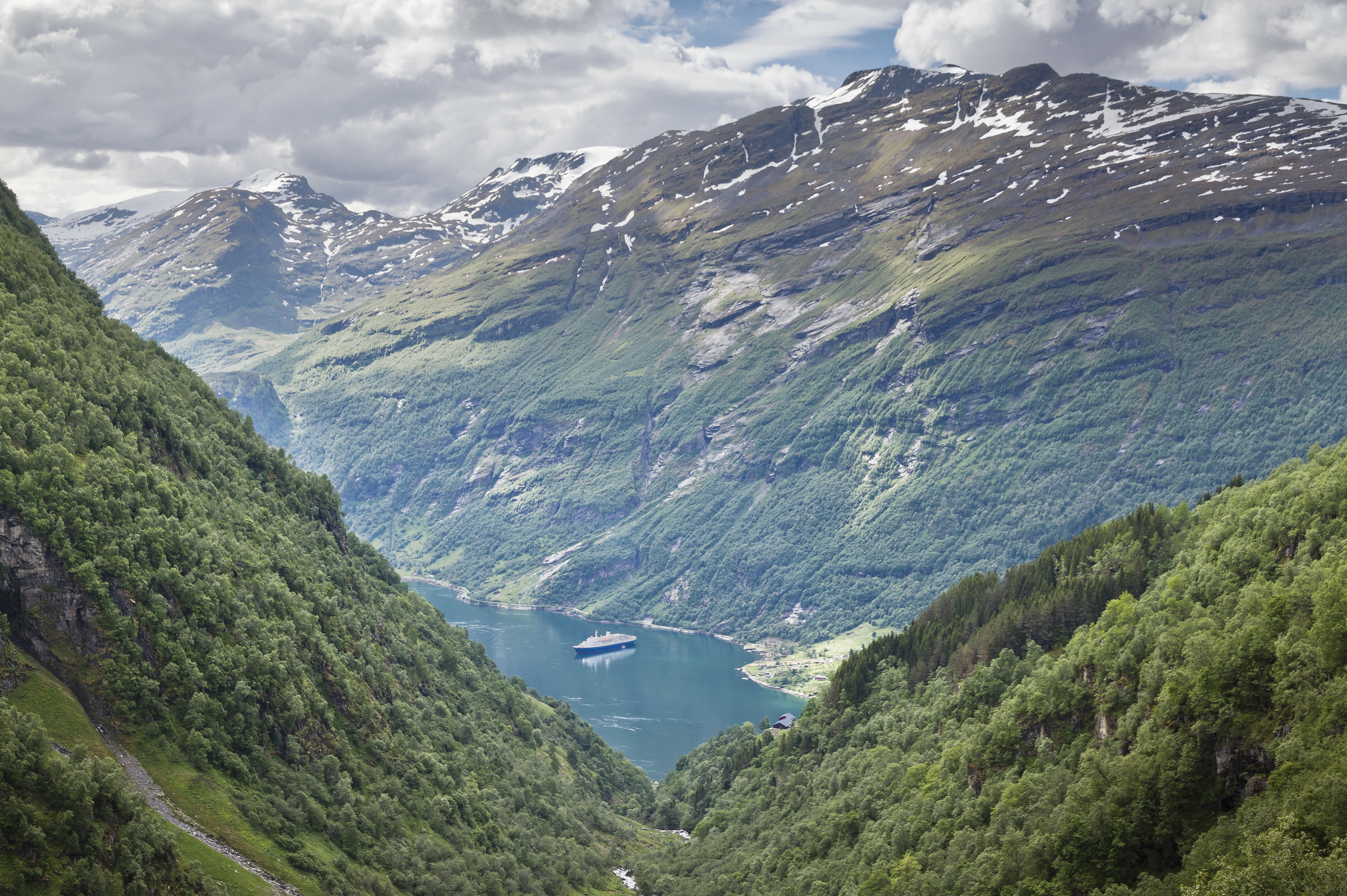
El Geirangerfjorden des del nord.

El clima del comtat és similar al dels altres comtats de l'oest i Trøndelag. La proximitat amb l'oceà Atlàntic i el corrent del Golf fa que les temperatures hivernals i les estivals siguin poc diferenciades. La temperatura mitjana a l'estiu és 1-2 °C més alta que en les zones de l'interior en comparació amb l'exterior. La precipitació més abundant cau a la costa, amb 1200-2500 mm de mitjana, mentre que a l'interior diminueix, amb 1.000 mm o inferior.
Una característica especial per als pobles dels fiords són períodes de temperatures molt altes a l'hivern, a causa de la combinació d'altes muntanyes i el foehn. Aquesta relació ha donat lloc a les temperatures més altes mai registrades a Noruega en els mesos d'octubre a febrer al comtat. La temperatura més alta d'octubre a Noruega es mesura en Molde (25,6 °C), la temperatura més baixa al novembre es mesura a Tafjord (21,8 °C). Altres temperatures desbordades són de desembre a Sunndalsøra (18,3 °C), al gener a Tafjord (17, 9 °C) i al febrer a Sunndalsøra (18,9 °C).

## Economia

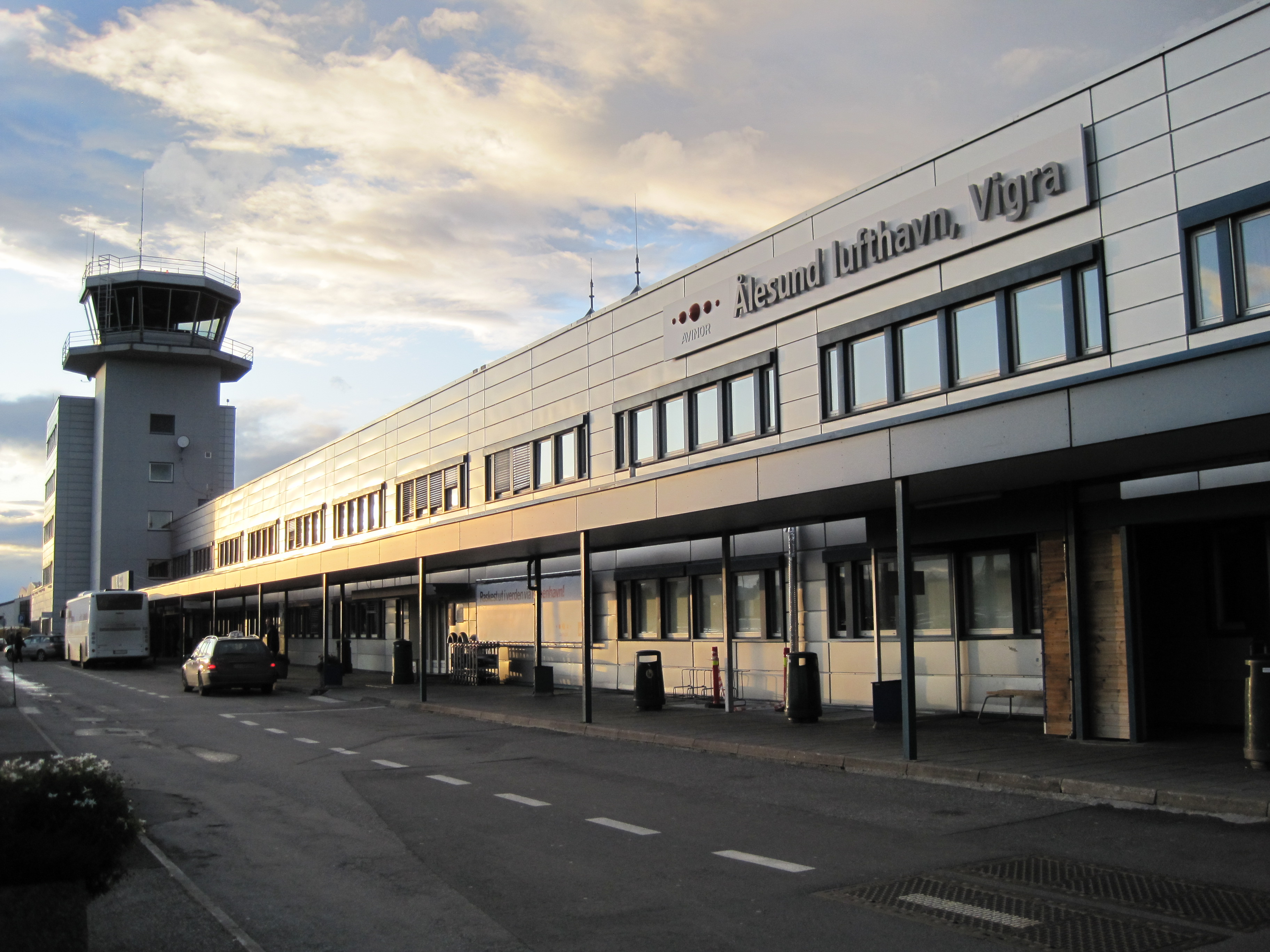
L'aeroport d'Ålesund.

Møre og Romsdal és servit per nou aeroports. L'aeroport més gran del comtat és l'aeroport d'Ålesund-Vigra, que ofereix rutes internacionals. Aquest aeroport va tenir 732,614 passatgers el 2006. L'aeroport de Kristiansund-Kvernberget va tenir 364,350 passatgers el 2007, mentre que l'aeroport de Molde-Årø en tenia 401.292. L'aeroport d'Ørsta-Volda tenia 49,842 passatgers el 2006.
El 2007, More og Romsdal tenia 6.339 quilòmetres de carreteres públiques, un element increment de 5 quilòmetres des de l'any anterior, així com 4.258 quilòmetres de camins privats, 7 quilòmetres més que el 2006. També disposa de la Universitat de Molde, inaugurada el 1994.

## Demografia

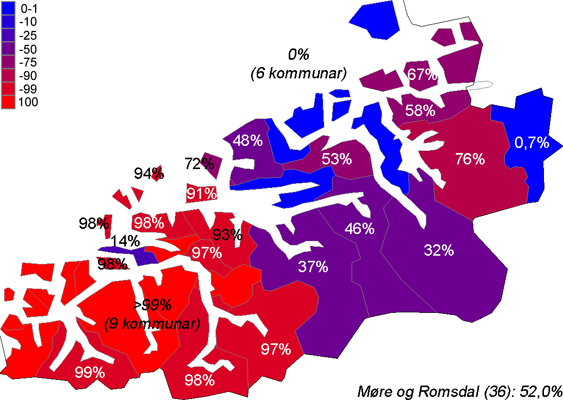
Presència del nynorsk al comtat per municipis.

Evolució de la població de Møre og Romsdal.

Møre og Romsdal té sis assentaments amb la categoria de ciutat. Abans del 1993 les poblacions amb categoria de ciutat només eren tres, però a partir d'aleshores es va concedir l'estatus de ciutat a altres poblacions menors per augmentar el nombre de ciutats. El comtat conté diversos altres assentaments urbans i sense estatus de la ciutat, tots els municipis excepte Halsa i Smøla en contenen almenys un. L'1 de gener de 2009, 166,374 persones (el 66,8% de la població) vivien en un assentament urbà. La densitat de població és més alt a prop de la costa, totes les ciutats del comtat situat en l'aigua salada. El total de la població l'1 de gener de 2016 és de 265.290 habitants.
La ciutat més gran del comtat és Ålesund, amb una població de 45.747 al municipi i 49.528 en l'aglomeració que forma juntament amb parts de Sula.
| Rang | Ciutat/Àrea urbana | Municipi      | Regió    | Població (2016) |
| ---- | ------------------ | ------------- | -------- | --------------- |
| 1    | Ålesund            | Ålesund, Sula | Sunnmøre | 46.747          |
| 2    | Molde              | Molde         | Romsdal  | 26.732          |
| 3    | Kristiansund       | Kristiansund  | Nordmøre | 24.526          |
| 4    | Ørsta              | Ørsta         | Sunnmøre | 10.677          |
| 5    | Volda              | Volda         | Sunnmøre | 9.037           |
| 6    | Ulsteinvik         | Ulstein       | Sunnmøre | 8.430           |
| 7    | Aure               | Sykkylven     | Sunnmøre | 7.675           |
| 8    | Sunndalsøra        | Sunndal       | Nordmøre | 7.160           |
| 9    | Nordstrand         | Giske         | Sunnmøre | 8.094           |
| 10   | Fosnavåg           | Herøy         | Sunnmøre | 8.972           |

## Divisió administrativa
Es divideix en 38 municipis:
| - Ålesund - Aukra - Aure - Averøy - Eide - Fræna - Giske - Gjemnes - Halsa - Haram - Hareid - Herøy | - Kristiansund - Midsund - Molde - Nesset - Norddal - Ørskog - Ørsta - Rauma - Rindal - Sande - Sandøy - Skodje | - Smøla - Stordal - Stranda - Sula - Sunndal - Surnadal - Sykkylven - Tingvoll - Ulstein - Vanylven - Vestnes - Volda | Localització dels municipis |